# Marcillé-Robert
Marcillé-Robert è un comune francese di 952 abitanti situato nel dipartimento dell'Ille-et-Vilaine nella regione della Bretagna.

## Società

### Evoluzione demografica
Abitanti censiti